# 烏柑
烏柑（學名：Severinia buxifolia），或稱烏柑仔、山柑仔，是芸香科轄下的一種常綠性灌木。生育地為海拔800公尺以下地區之山區闊葉林，株高1-2m。在台灣，該灌木稱為烏柑仔，主要分布於恆春半島及蘭嶼島山坡。